# Distretto di Tébessa
Il distretto di Tébessa è un distretto della provincia di Tébessa, in Algeria, con capoluogo Tébessa.